# Böztal
Böztal – gmina (niem. Einwohnergemeinde) w północnej Szwajcarii, w kantonie Argowia, w okręgu Laufenburg. Powstała 1 stycznia 2022 z połączenia gminy Hornussen z trzema gminami z okręgu Brudd: Bözen, Effingen oraz Elfingen. 

## Transport
Przez gminę przebiega autostrada A3 oraz droga główna nr 3.